# Audrey Peters
Audrey Peters (11 de febrero de 1927 - 2 de agosto de 2019) fue una actriz estadounidense.

## Carrera
Peters es conocida por interpretar durante 21 años a Vanessa Dale Sterling en la telenovela Love of Life. Peters se convirtió en la tercera actriz en interpretar el papel (después de Peggy McCay y Bonnie Bartlett), sin embargo, Peters se había convertido en la actriz que más se había identificado con el papel, su interpretación como Vanessa terminó tras la cancelación del programa en 1980.
Después de 7 años, Peters interpretó el papel de Sarah Shayne, la madre de Reva Shayne, en la telenovela Guiding Light, transmitida por CBS. Peters firmó un contrato con el programa durante 4 años y regresó para aparecer en episodios navideños en 1993. Su personaje, Sarah, murió en 1997, sin embargo, Peters hizo varias apariciones adicionales antes de la cancelación del programa en 2009, interpretando el espíritu de Sarah, que ayuda a Reva en tiempos de problema.
Peters hizo varias apariciones en televisión, incluyendo apariciones menores en Search for Tomorrow, Loving y All My Children. Durante el comienzo de su carrera, empezó a trabajar en producciones en Broadway. Trabajó como bailarina en The Ed Sullivan Show, sin embargo, tras haber sufrido una lesión dejó de haber trabajar como bailarina en el programa.
Peters murió el 2 de agosto de 2019 en Los Ángeles, California.